# Постомино (гмина)
Постомино (пол. Postomino) — сельская гмина (волость) в Польше, входит как административная единица в Славенский повет, Западно-Поморское воеводство. Население — 7035 человек (на 2008 год).

## Соседние гмины
1. Гмина Дарлово
2. Гмина Кобыльница
3. Гмина Славно
4. Гмина Слупск
5. Гмина Устка
6. Повет-славеньски
7. Повет-слупски